# Conasprella kimioi
Conasprella kimioi is een in zee levende slakkensoort uit de familie Conidae. Conasprella kimioi werd in 1965 beschreven door Habe als Rhizoconus kimioi.